# Бяла-Нижна
Бяла-Нижна (пол. Biała Niżna) — село в Польше, в гмине Грыбув Новосонченского повята Малопольского воеводства. В  1975—1998 годах село входило в состав Новосонченского воеводства.